# 電圧制御発振器
電圧制御発振器（でんあつせいぎょはっしんき、Voltage-controlled oscillator、VCO）は、電圧（制御電圧）で発振周波数を制御する発振器である

## 回路例
コードレス電話用VCOの回路例を示す。
可変容量ダイオード（バリキャップ）に印加される電圧（制御電圧に等しい）が変わると、ダイオードの静電容量が変化するため、共振周波数が変化し、発振周波数が変化する。この回路の場合、電圧が高くなると発振周波数も高くなる。